# Anselme de Flandres
Anselme de Flandres est un musicien du XVIe siècle.

## Biographie
Vers le milieu du XVIe siècle, Anselme de Flandres fait partie de la chapelle du duc de Bavière à Munich.
La note de musique si, dont le nom est composé avec les deux initiales du dernier vers de l'hymne, Sancte Iohannes, a été ajoutée à la fin du XVIe siècle. Cet ajout a été attribué à divers auteurs, notamment à Anselme de Flandres.